# Jean-François Di Martino
Jean-François Di Martino (Enghien-les-Bains, 1967. március 2. –) világbajnok, olimpiai ezüstérmes francia párbajtőrvívó.